# KONSENS (Software)
KONSENS (Apronym für „Koordinierte neue Software-Entwicklung der Steuerverwaltung“) ist ein Vorhaben der Steuerverwaltungen der Länder und des Bundes in Deutschland zur Vereinheitlichung und Modernisierung der steuerlichen IT-Prozesse.

## Historie
Das Steuerrecht ist bundesweit einheitlich. Die Steuern werden nach dem föderalen Finanzwesen teils von Bundesfinanzbehörden, teils von Landesfinanzbehörden (Art. 106 ff. GG) verwaltet. Dies hat in der Vergangenheit zu einer vielfältigen und heterogenen IT-Landschaft in den Steuerverwaltungen der Länder geführt.
Zum 1. Januar 2007 ist das zwischen Bund und den Ländern geschlossene Verwaltungsabkommen KONSENS in Kraft getreten. Dieses bildete bis zum 31. Dezember 2018 die ausschließliche Grundlage für die Zusammenarbeit der Steuerverwaltungen der Länder und des Bundes.
Das KONSENS-Gesetz (KONSENS-G) ergänzt die Regelungen dieser Zusammenarbeit. Ab dem Jahr 2019 trat es als Art. 8a des Gesetzes zur Neuregelung des bundesstaatlichen Finanzausgleichssystems und zur Änderung haushaltsrechtlicher Vorschriften in Kraft.

## Ziele
Mit der Nutzung einer einheitlichen Informationstechnik für alle 16 Länder und den Bund wird eine Arbeitserleichterung in steuerlichen Prozessen angestrebt. Eine weitere Aufgabe ist die dauerhafte Weiterentwicklung sowie Modernisierung der in den Ländern und beim Bund eingesetzten IT der Steuerverwaltung.
Weitere Ziele des Gesamtvorhabens KONSENS sind:
- Gleichmäßigkeit der Besteuerung
- Effizienzgewinne im Besteuerungsverfahren (Wirtschaftlichkeit)
- Verbesserung der Bürger- und Unternehmensservices
- Informationsaustausch und Risikomanagement über Ländergrenzen hinweg
- Verbesserung der Steuerbetrugsbekämpfung
- Ausbau der E-Government-Angebote
- Beschäftigtenorientierung hinsichtlich der eingesetzten Dialogverfahren und IT-Services und eine bessere Vereinbarkeit von Familie und Beruf (Telearbeit)

## Organisation

### Strategische Steuerung
Auftraggeber im Gesamtvorhaben KONSENS sind die 16 Länder und der Bund gemeinsam. Sie beauftragen die weitere Entwicklung des Gesamtvorhabens und genehmigen jährlich die Planung sowie das Budget. Das Auftraggeber-Gremium bildet das oberste Entscheidungsgremium des Automationsbereiches, vertreten durch die Referatsleitungen Automation aller Länder und des Bundes.
Die Steuerungsgruppe Informationstechnik (Steuerungsgruppe IT) ist das verantwortliche Gremium, welches die Softwareerstellung plant und durchführt. Es bildet sich aus Vertretenden der Länder Baden-Württemberg, Bayern, Hessen, Niedersachsen und Nordrhein-Westfalen sowie des Bundes als Auftragnehmer. Die strategischen Festlegungen der Steuerungsgruppe IT sind für alle Länder bindend. Unter Federführung eines der fünf Länder werden die steuerlichen Fachanwendungen für alle entwickelt.

### Operative Struktur
Unterhalb der strategischen Steuerung durch die Steuerungsgruppe IT (Stgr-IT) hat die Gesamtleitung die operative Verantwortung im Vorhaben KONSENS. Die Gesamtleitung (GL) besteht aus dem Vorsitz (Standort in Hessen) und zwei Stellvertretungen, die nach einer Verständigung der Steuerungsgruppe IT aus den Ländern Bayern und Nordrhein-Westfalen entsandt werden. Die GL sichert die Umsetzung des Gesamtvorhabens auf der Grundlage des Gesamtprojektauftrags der Stgr-IT. Das Projektbüro unterstützt die GL bei administrativen Aufgaben. Die zuarbeitenden Zentralen Organisationseinheiten (ZOE) unterstützen als Stabsstellen die GL bei der Ausübung ihrer operativen Aufgaben.

## IT-Verfahren
Im Gesamtvorhaben KONSENS werden mehrere Verfahren für die Modernisierung, Vereinheitlichung, Weiterentwicklung sowie die Wartung und Pflege der Software in der Steuerverwaltung gebündelt. Auftragnehmer für ein Verfahren sind jeweils eines oder  mehrere der in der Steuerungsgruppe IT vertretenen Länder. Jedes Verfahren wird durch ein Verfahrensmanagement geleitet. Zum einen werden Fachanwendungen entwickelt, die die zentralen Geschäftsprozesse der Steuerverwaltung unterstützen: Steuerfestsetzung und Steuererhebung. Hinzu kommt eine Fachanwendung zur Pflege der personenbezogenen Daten der Steuerpflichtigen. Zum anderen wird weitere Software entwickelt, die den Zielen von KONSENS dient. Der Großteil der Verfahren dient den Mitarbeitenden der Finanzämter, während sich ELSTER als E-Government-Portal an Bürger richtet. Der Einsatz der neu entwickelten Software und die Ablösung der bestehenden Fachanwendungen in den Ländern werden über eine „verbindliche Einsatzplanung“ gesteuert.

## Finanzierung
Der Bund und die Länder tragen die Finanzierung der Leistungen aus dem Gesetz über die Koordinierung der Entwicklung und des Einsatzes neuer Software der Steuerverwaltung gemeinsam. Die Aufteilung auf die einzelnen Länder erfolgt auf Basis des Königsteiner Schlüssels.

## Kritik
Im Herbst 2022 äußerten sich die Präsidenten der Rechnungshöfe von Bund und Ländern sehr kritisch zum Prozess. Nach 15 Jahren und 1,6 Mrd. Euro seien die Bemühungen in den Kernverfahren ohne Erfolg. Die lange Entwicklungsdauer habe schwerwiegende Folgen. Zudem seien bis 2026 weitere 1,25 Mrd. Euro eingeplant. 